# Ноябрь 2015 года

Список событий ноября 2015 года.

## События
- 1 ноября
  - Бразильские нефтяники начали бессрочную национальную забастовку, участники забастовки выступают против распродажи активов государственной Petroleo Brasileiro[1].
  - Финское правительственное ведомство социального страхования начало разработку плана по введению всеобщего социального пособия, более известного, как «безусловный доход»[2].
  - В Могадишо (Сомали) жертвами нападения боевиков «Аш-Шабаб» стали по меньше мере 15 человек[3].
- 2 ноября
  - Топливный кризис в Непале[англ.]: при попытке полиции ликвидировать лагерь протестующих на границе Непала с Индией пострадали 17 человек[4].
  - Группа хакеров Anonymous распространила в социальных сетях список из тысячи имен предполагаемых членов Ку-клукс-клана или сочувствующих этой организации. Публикация списка является ответным ходом Anonymous на угрозы со стороны ККК участникам акций протеста в городе Фергусон[5].
- 3 ноября
  - В Бухаресте прошли массовые акции с требованием об отставке румынского правительства во главе с премьером Виктором Понтой из-за пожара в ночном клубе. Число жертв достигло 32 человек, несколько сотен человек пострадали[6].
- 4 ноября
  - В Южном Судане потерпел крушение самолёт Ан-12. Данные о погибших разнятся[7][8].
  - Катастрофа A321 над Синайским полуостровом: британское правительство заявило о переносе запланированных рейсов из аэропорта Шарм-эш-Шейха в Египте в города Великобритании. Через несколько дней воздушное сообщение возобновилось с целью начать эвакуацию британских туристов[9][10].
- 7 ноября
  - В Сингапуре прошли переговоры между Си Цзиньпином и Ма Инцзю: это первая за почти 70 лет встреча лидеров Китая и Тайваня[11].
- 8 ноября
  - Катастрофа A321 над Синайским полуостровом: президент России Владимир Путин подписал указ, согласно которому российским авиакомпаниям запрещается осуществлять перевозку граждан в Египет, кроме тех, которые направляются в Египет «в служебных целях»[12].
  - В некоторых районах столицы китайской провинции Ляонин Шэньяна после начала отопительного сезона показатели загрязнения воздуха в 56 раз превысили безопасный уровень[13].
  - На парламентских выборах в Мьянме оппозиционная Национальная лига за демократию (НЛД) получила 70 % голосов избирателей[14].
  - В научно-исследовательском центре НАСА в Маунтин-Вью состоялось вручение ежегодной премии Breakthrough Prize, среди создателей которой — российский миллиардер Юрий Мильнер. Были выданы премии за вклад в развитие оптогенетики, изучение нейродегенеративных заболеваний, изучение холестерина, расшифровку генома неандертальцев и другие[15].
- 9 ноября
  - Парламент Каталонии одобрил резолюцию о независимости автономной области[16].
  - Независимая комиссия WADA опубликовала доклад с итогами своего расследования, в котором рекомендовала лишить лицензии московскую антидопинговую лабораторию и уволить её директора, допустившего умышленное уничтожение 1417 проб, взятых у российских спортсменов[17].
- 10 ноября
  - Британский фонд Charities Aid Foundation опубликовал Всемирный индекс благотворительности за 2015 год, первое место заняла Мьянма, за ней США и Новая Зеландия[18].
- 11 ноября
  - В России введение платы за проезд по федеральным трассам для 12-тонных фур вызвало протестные акции дальнобойщиков, в частности, в Новосибирске 200 большегрузных автомобилей блокировали въезд в город[19].
  - Mitsubishi Aircraft Corporation и Mitsubishi Heavy Industries успешно провели дебютный полёт пассажирского самолёта Mitsubishi Regional Jet. MRJ стал первым за полвека пассажирским самолётом, выпущенным в Японии[20].
- 12 ноября
  - В Чили прошла церемония закладки первого камня самого большого в мире телескопа[21].
  - В Бейруте (Ливан) произошли два мощных взрыва. Погибло 37 человек, десятки раненых[22][23].
- 13 ноября
  - В России в конкурсе на самый благоустроенный город победил Краснодар[24].
  - Серия терактов в Париже (Франция). Погибли 130 человек, ранен 351 человека[25][26].
- 14 ноября
  - Во Франции недалеко от Страсбурга во время тестовой поездки загорелся, сошёл с рельсов и съехал в реку скоростной поезд TGV. Погибли десять человек, 60 человек пострадало[27].
- 15 ноября
  - В Анталье (Турция) начал работу саммит «Большой двадцатки»[28].
- 16 ноября
  - В Ботсване найден алмаз массой 1111 карат — крупнейший за последние сто лет и второй по величине за всю историю добычи алмазов в мире[29].
  - В провинции Чжэцзян (Китай) жертвами оползня стали 16 человек[30].
  - Россия согласилась на реструктуризацию долга Украины[31].
  - ФИФА отстранила главу Футбольной ассоциации Непала Ганеш Тапу от участия в любой деятельности, связанной с футболом, на 10 лет в связи с нарушениями в финансовой сфере — получении денежных средств для личного обогащения[32].
  - Теракты в Париже стали поводом для новой карикатуры Charlie Hebdo[33].
  - На совещании у президента РФ Путина глава ФСБ Бортников подтвердил версию взрыва на борту A321 31 октября 2015 года самодельного взрывного устройства мощностью до 1 кг в тротиловом эквиваленте[34].
- 17 ноября
  - Стратегические бомбардировщики Ту-22М3, Ту-160 и Ту-95МС Воздушно-космических сил России нанесли 34 удара крылатыми ракетами воздушного базирования[35], уничтожив 14 объектов противника в Сирии[36].
  - Французское издание le Monde со ссылкой на Минобороны Франции сообщило, что Россия запустила из Средиземного моря с дизельной подводной лодки ВМФ России «Ростов-на-Дону» крылатые ракеты по сирийскому городу Ракке, который считается оплотом запрещенной террористической организации «Исламское государство»[37][38]. Генштаб России обстрел ИГ крылатыми ракетами с подлодки не подтвердил[39].
- 18 ноября
  - В Маниле (Филиппины) начал работу двухдневный саммит АТЭС[40].
  - Четверо сотрудников правоохранительных органов были ранены в ходе спецоперации в пригороде Парижа Сен-Дени[41].
  - В Йоле (Нигерия) более 30 человек погибли в результате теракта[42].
  - Лори Бристоу стал новым послом Великобритании в России[43].
- 19 ноября
  - Российские ракетоносцы уничтожили штаб-квартиру «Исламского государства» в провинции Идлиб[44].
- 20 ноября
  - Премьер-министр России Дмитрий Медведев подписал постановление, которое с 1 января 2016 года обязывает государственные органы закупать программное обеспечение только из специального реестра российского ПО, кроме случаев, когда ПО с необходимыми характеристиками в России отсутствует[45].
  - Боевики, выкрикивая исламистские лозунги, напали на отель в столице Мали Бамако, взяв 170 человек в заложники[46]. Погиб 21 человек, из них 6 граждан России[47].
  - Агентство Moody's повысило суверенный рейтинг Украины с «Ca» (дефолт, либо близкое к дефолтному состояние) до «Caa3» (очень высокий кредитный риск)[48].
- 21 ноября
  - Совет Безопасности ООН единогласно принял резолюцию по Сирии о мерах по борьбе с группировкой ИГ[49].
- 22 ноября
  - Во время спецоперации в Черекском районе Кабардино-Балкарии были ликвидированы 11 боевиков[50].
  - В Мьянме произошёл оползень, погибли более 90 человек[51].
  - Франция расширила операцию против террористической группировки «Исламское государство». К нанесению ударов по боевикам подключится авианосец «Шарль де Голль», имеющий на борту более 30 самолётов и вертолётов различных типов[52][53].
  - Всеобщие выборы в Аргентине[54]. Во втором туре президентских выборов победу одержал кандидат от оппозиции Маурисио Макри[55].
  - В Брюсселе (Бельгия) в ходе спецоперации, начатой после терактов в Париже, арестованы 16 человек[56].
- 23 ноября
  - Палубная авиация французского авианосца «Шарль де Голль» нанесла первые удары по позициям террористов в Сирии и Ираке[53].
  - В Турции совершено покушение на лидера прокурдской партии Селахаттина Демирташа. Демирташ не пострадал[57].
  - Пентагон заявил, что уничтожил в восточной Сирии 283 грузовика, которые использовались группировкой «Исламское государство» для перевозки нефти[58].
- 24 ноября
  - Президент Турции Эрдоган заявил, что турецкие военные сбили над Сирией российский самолет Су-24 в связи с нарушением воздушного пространства Турции. В российском Минобороны утверждают, что самолёт летел исключительно над территорией Сирии[59].
- 25 ноября
  - Президент России подписал указ о присвоении командиру экипажа сбитого Су-24 звания Героя Российской Федерации посмертно. Также орденами Мужества были награждены штурман и погибший при операции по спасению лётчиков морпех[60][61].
- 26 ноября
  - В Красноярском крае потерпел крушение вертолёт Ми-8. Погибли 10 человек[62].
  - Роспотребнадзор составил список некачественных турецких товаров[63].
  - Президент США подписал закон, который даёт право гражданам США владеть ресурсами, добытыми в космосе, в том числе на других планетах, астероидах[64][65].
- 27 ноября
  - Министр иностранных дел России Сергей Лавров объявил о решении российских властей приостановить с 1 января 2016 года действие безвизового режима с Турцией на фоне обострения отношений между двумя странами[66].
  - В Турции за публикацию расследования поставок группировке ИГ оружия со стороны силовых структур Турции арестованы главный редактор газеты «Cumhuriyet» Джан Дюндар и журналист Эрдем Гюль[67].
- 28 ноября
  - Госдепартамент США осудил аресты журналистов в Турции[68].
  - Сирийская арабская армия сообщила об обстрелах с территории Турции[69].
  - Россия ввела санкции против Турции в связи с уничтожением в Сирии российского самолёта Су-24[70]
- 29 ноября
  - Первый за 11 лет двусторонний саммит ЕС — Турция закончился заключением договора, направленного на остановку потока беженцев через турецкую территорию, взамен Турции предложено €3 млрд, и предоставление безвизового режима туркам с осени 2016 года[71].
  - Всеобщие выборы в Буркина-Фасо[72]. Президентом Буркина-Фасо избран Рок Марк Кристиан Каборе[73].
  - Катастрофа AS.350 в Ханты-Мансийском автономном округе.
- 30 ноября
  - В Париже (Франция) начал работу климатический саммит[74].
  - Международный валютный фонд официально включил китайский юань в список резервных валют[75].